# Onesia infernalis
Onesia infernalis este o specie de muște din genul Onesia, familia Calliphoridae. A fost descrisă pentru prima dată de Villeneuve în anul 1926. Conform Catalogue of Life specia Onesia infernalis nu are subspecii cunoscute.